# Tatra 613
Tatra 613 je reprezentační limuzína vyšší střední třídy, vyráběná automobilkou Tatra v období let 1975 až 1995 jako nástupce druhé generace Tatry 603. První prototypy byly postaveny už v roce 1969.
Tatra 613 patří k automobilovým legendám a je výjimečná jak svou konstrukcí, tak i historií. Vůz byl vyvinut v Československu jako reprezentační a pohodlný automobil, určený hlavně pro nejvyšší státní úředníky a funkcionáře vládnoucí komunistické strany. Používali ho prezidenti, členové vlád a ředitelé státních podniků. Vůz nebyl volně dostupný; byl vyráběn v pobočném závodě Tatra v Příboře v regulovaných malých sériích, i proto byla jeho malosériová výroba s vysokým podílem ruční práce drahá.
Ve výrobě osobních automobilů přinesla Tatra 613 odklon od doposud pro firmu typických aerodynamických karosérií, používaných u vozů vyšší třídy od roku 1933 (Tatra 77). Koncepce vzduchem chlazeného motoru V8 v zadní části karosérie však zůstala zachována. Při konstrukci byla využita mnohá řešení podvozkových skupin prototypu Tatra 603X. To spolu s umístěním motoru nad zadní nápravou mělo velký vliv na mimořádně dobré jízdní vlastnosti. Karosérie typu T-613 byla dílem renomované italské firmy Carrozzeria Vignale. První vozy byly karosovány přímo v Itálii a do Československa byly dodány začátkem roku 1969. Auto se dostalo do výroby až po ukončení vývoje v roce 1973 a v modernizované podobě se vyrábělo až do roku 1995, kdy bylo nahrazeno z něj technicky odvozeným posledním osobním vozem značky – Tatrou 700. Během doby došlo k několika modernizacím jak motoru, tak i interiéru a karosérie. Označení typů se po modernizaci měnila. Nejdůležitějšími modely byly T613, T613-2, T613-3, T613-4 a T613 S (Speciál).
Tatra 613 byla známá jako rychlé, prostorné a pohodlné vozidlo s pružným karburátorovým motorem 2×2 OHC objemu 3,5 l s výkonem 168 koní, s kterým jezdila až 190 km/h. Později se v malých počtech objevily i výkonnější motory s vyšším zdvihovým objemem, ke konci výroby i motory se vstřikováním a výkonem až 200 koní. Převodovka byla nejprve čtyřstupňová, u posledních vozů pětistupňová. Karosérie byla u většiny vozidel typu sedan, existovala však i jiná provedení (kupé, long s prodlouženým rozvorem, dvoumístná speciální vozidla pro záchranáře a hasiče, sanitky a montážní vozy, policejní vozy, speciální přehlídkové landaulety ap.).
V běžném provedení byla T 613 pětimístná, zadní sedadlo však bylo tvarováno pro pohodlné sezení dvou osob s vyvýšenou střední částí sedáku a se sklopnou opěrkou. Pozdější luxusnější verze (Tatra 613 Special) byly i přes rozvor prodloužený o 150 mm určeny jen pro čtyři osoby s důrazem na co nejvyšší pohodlí cestujících. Ve středu zadního opěradla byl umístěn minibar. Verze označené T 613 MiLong se mohly výrazně odlišovat v použité vnitřní výbavě podle přání zákazníků. To mělo samozřejmě za následek značné rozdíly v cenách jednotlivých vozů.
Na bázi technických skupin Tatry 613 byly postaveny i mnohé sportovně karosované prototypy; nejznámějším z nich je MTX Tatra V8 z roku 1991. Pokusem o modernizaci modelové řady byl prototyp Tatra Prezident.
Celkově bylo vyrobeno jen okolo deseti tisíc vozů všech verzí, to dělá z Tatry 613 společně s její originální technickou koncepcí určitý punc výjimečnosti. Vozidla jsou dnes vyhledávaným objektem automobilových sběratelů. S Tatrou 613 se běžně můžeme setkat na srazech milovníků automobilů. Vinou slabé antikorozní ochrany karosérie a horší dostupnosti náhradních dílů je však udržování vozů v dobrém technickém stavu náročnější.

## Charakteristika Tatra 613
- Motor: vzduchem chlazený vidlicový osmiválec, objem válců 3495 cm³; rozvod 2× OHC; výkon 123,5 kW (167 k) nebo motor se vstřikováním 147,1 kW (200 k) při 5200 ot./min
- Pohon: zadní náhon; 4stupňová manuální převodovka
- Rozměry: Délka 5030 mm; rozvor 2990 mm; šířka 1810; hmotnost 1690 kg
- Výkon: maximální rychlost 190 km/h, 0–100 km/h: 11,4 s, vstřikové motory 230 km/h; 0–100 km/h: 9,2 s

## Verze
- 1975–1980 Tatra 613

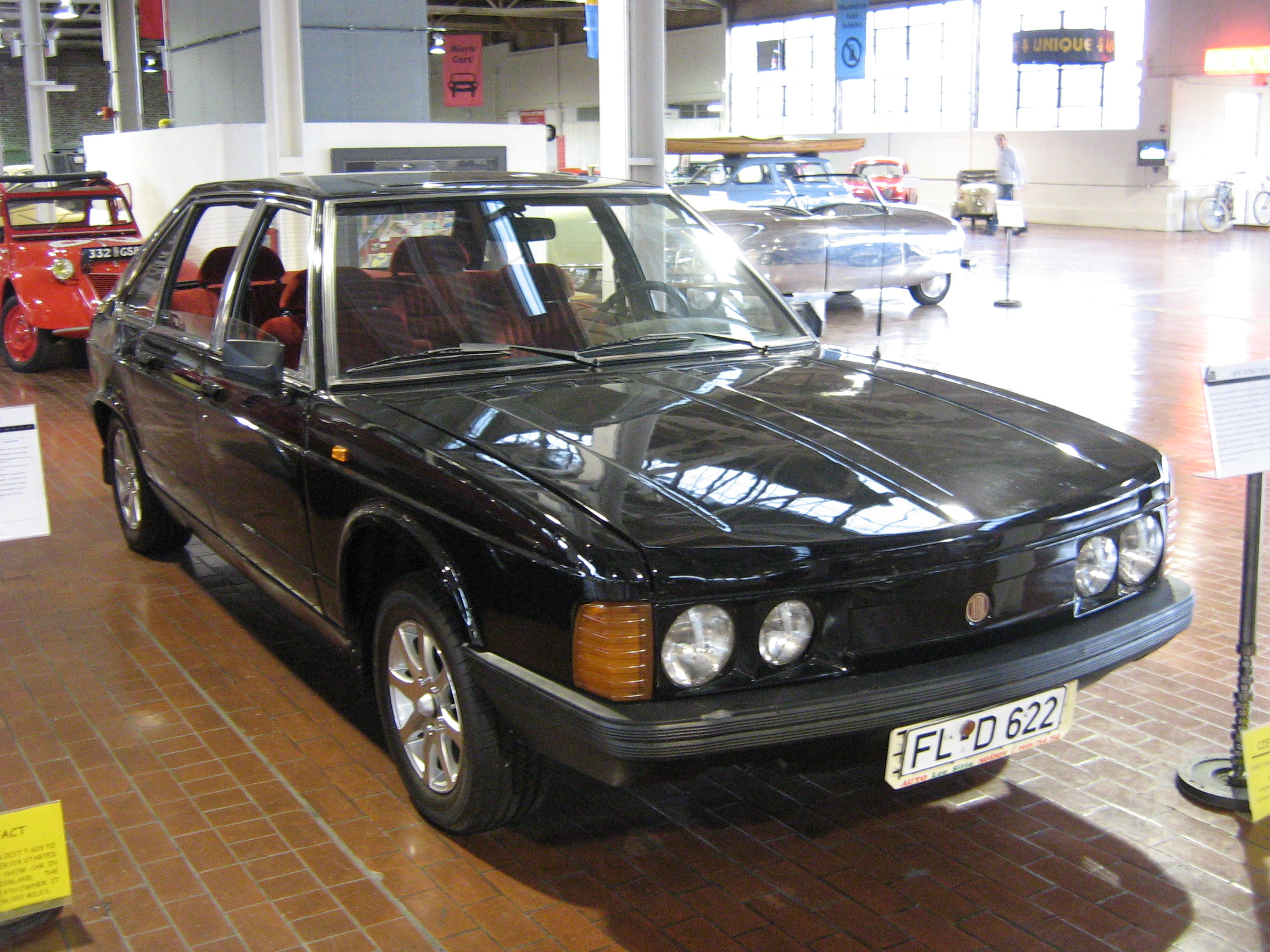
Tatra 613-3

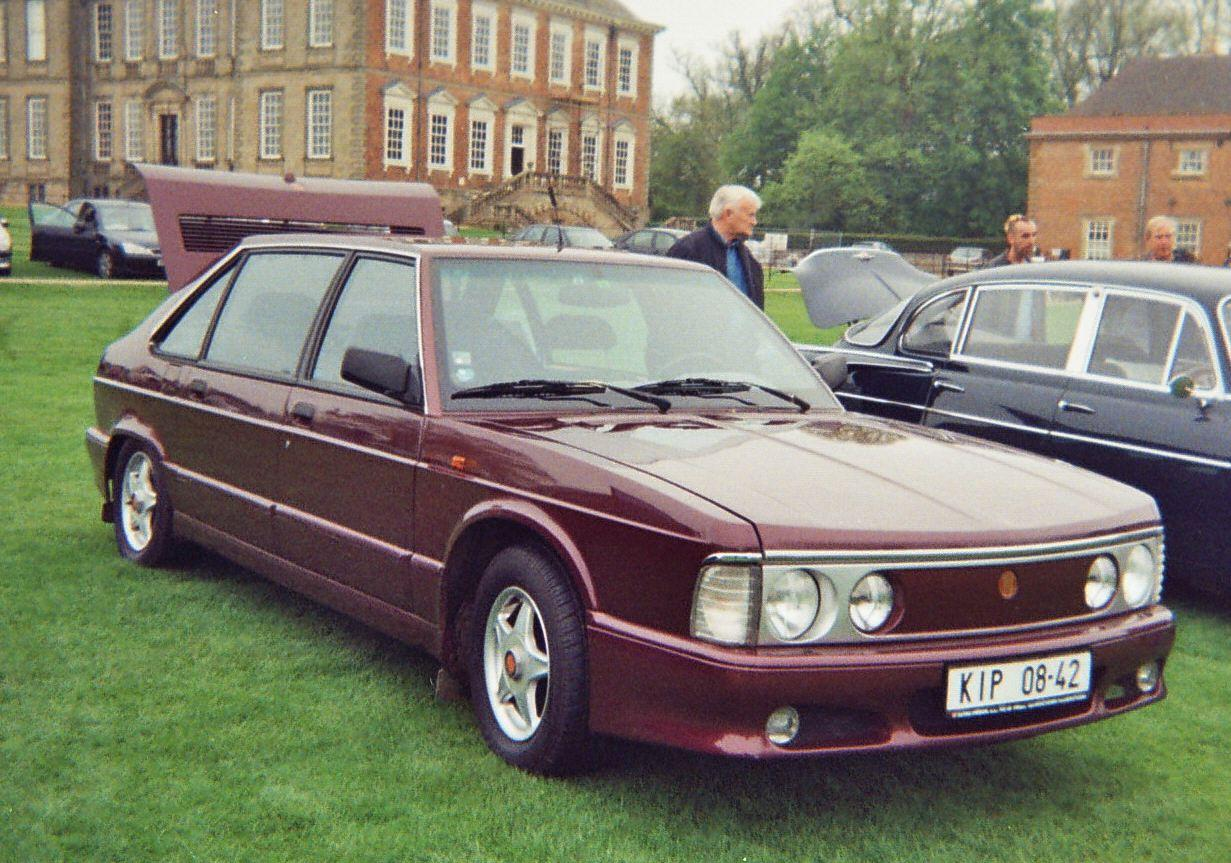
Tatra 613-4

- 1980–1984 Tatra 613-2 (změny v pohonné části, ekonomika provozu, 1045 ks)
- 1980–1992 Tatra 613 S (Speciál) (prodloužená karoserie o 150 mm za předními sedadly, zvl. výbava)
- 1984–1985 Tatra 613 K (přehlídkový kabriolet (landaulet), prodloužená karoserie, automatická převodovka Borg Warner, 5 ks)
- 1984–1985 Tatra 613-2/I (změny v pohonné části, ekonomika provozu)
- 1985–1991 Tatra 613-3 (plastové čelo, nárazníky, nové světla, autor změn: V. Výborný, Tatra Kopřivnice, 903 ks)
- 1989–1996 Tatra 613-4 a Tatra 613-4 Long (autor změn: V. Výborný, Tatra Kopřivnice, 191 ks)
- 1990–1996 Tatra 613 RZP (sanita, podvozek 5530 mm, 23 ks)
- 1985–1991 Tatra 613 RTP (asistence dopr. provozu, motorsportu, asi 10 ks přestaveb T613-2,3,S,4-long a 10 novostaveb)
- 1988–1990 Tatra 613 Runway tester (letištní zkušební stanice, 3 ks + prototyp, karoserie T613)
- 1993 – Tatra 613-4 Mi Long Mobicom – koncept „pojízdné kanceláře“, atyp. interier, prodloužená karoserie T613-S (1 ks)
- 1993–1994 Tatra 613-4 Mi Long Electronic (elektronická výstroj řízená počítačem, „ministerská“ verze (17 ks)
- 1993–1996 Tatra 613-4 Mi a Tatra 613-4 Mi Long (motory s vícebodovým vstřikováním)
- 1995 – Tatra 613 SVOS (balistická odolnost, skel, podlahy, dveří, (1 ks)
- 1995–7/1996 Tatra 613-4 Mi Long MODEL 95 (nové čelo, nárazníky, další změny karoserie, změny v interiéru (18 ks)

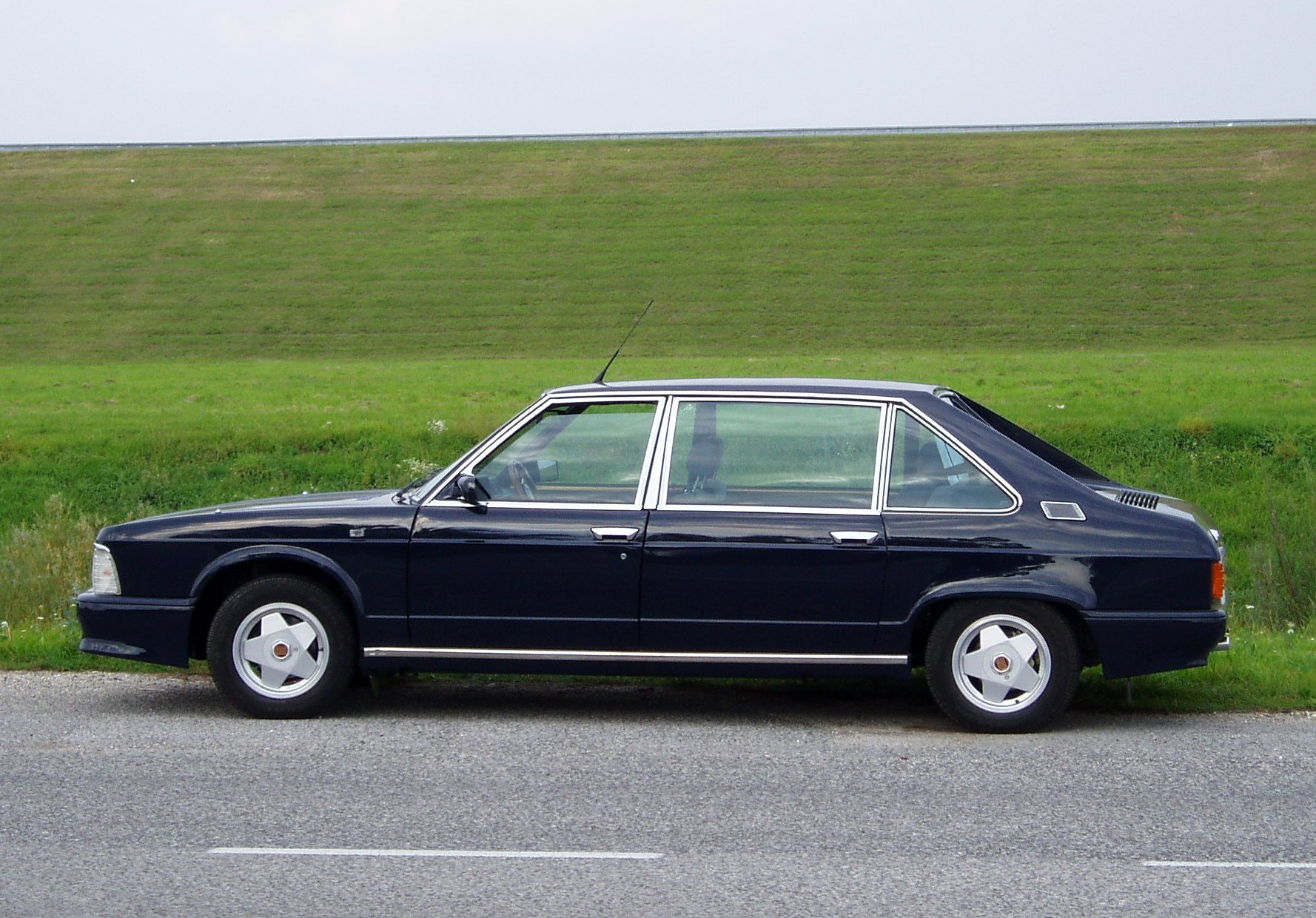
Tatra 613-4 Mi Long
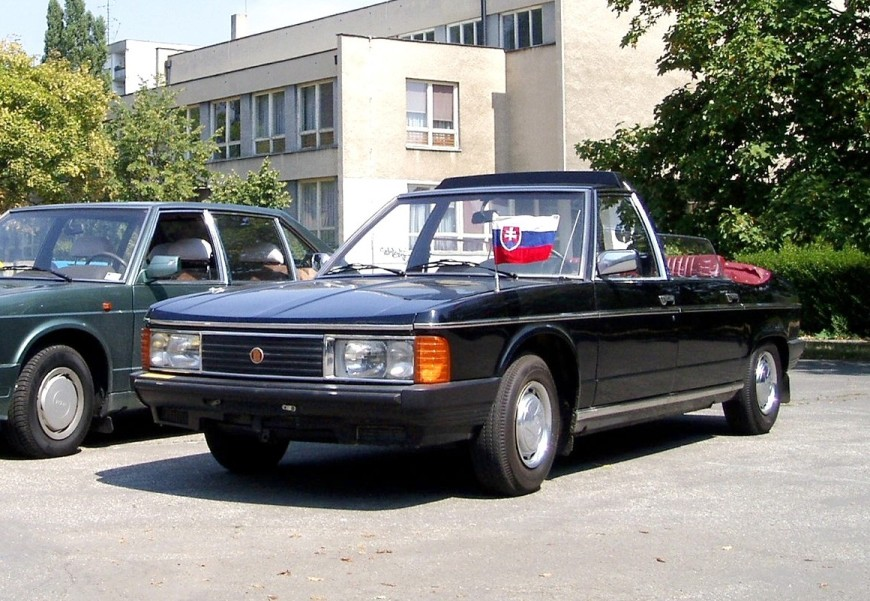
Tatra 613-3 K (kabriolet)
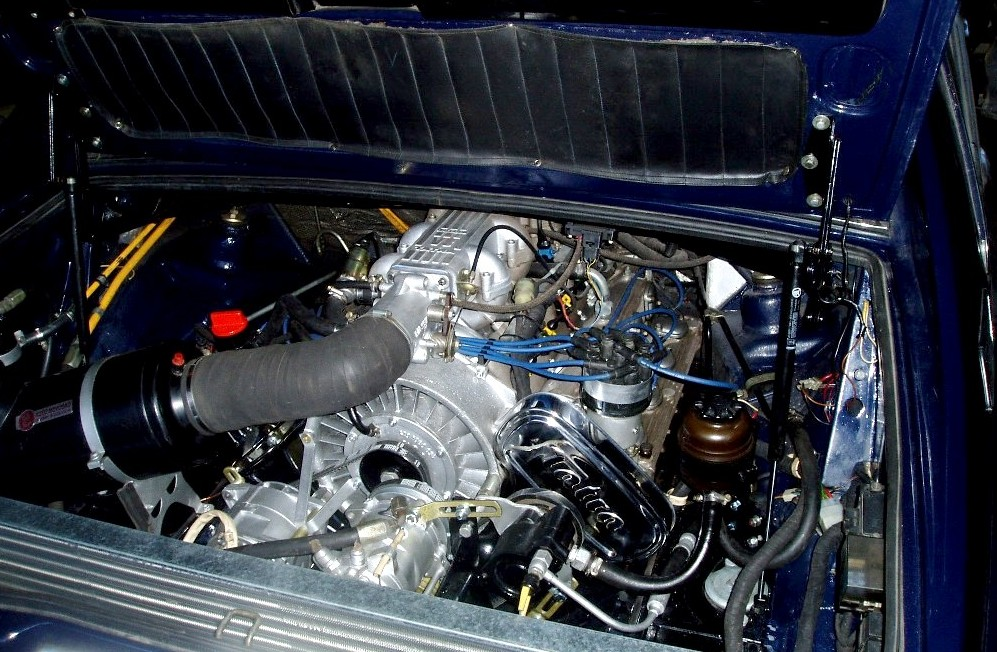
Motor Tatra 613-4 Mi
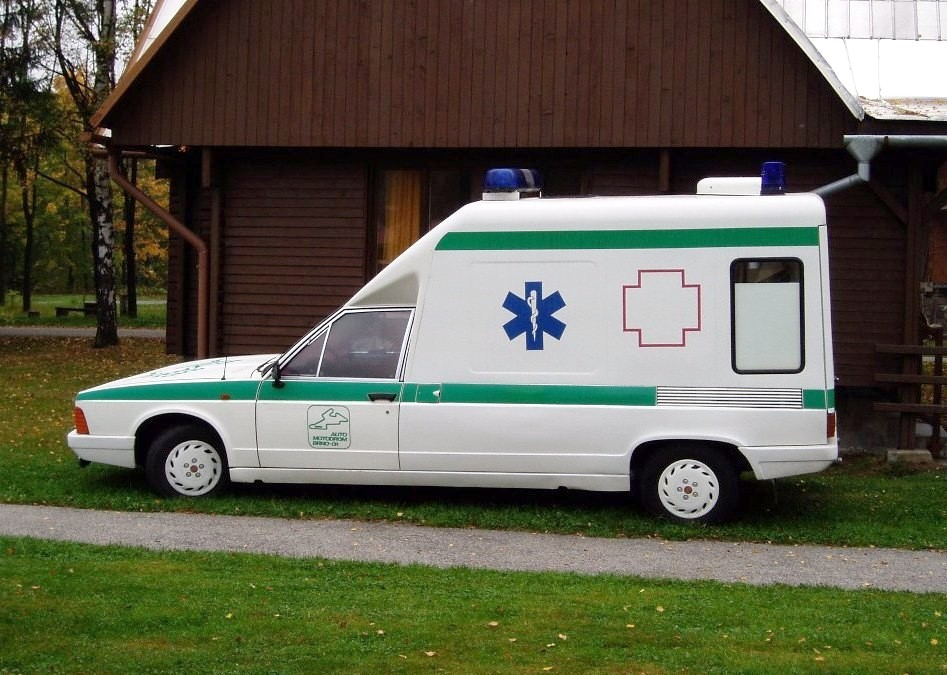
Sanitka Tatra 613 SV
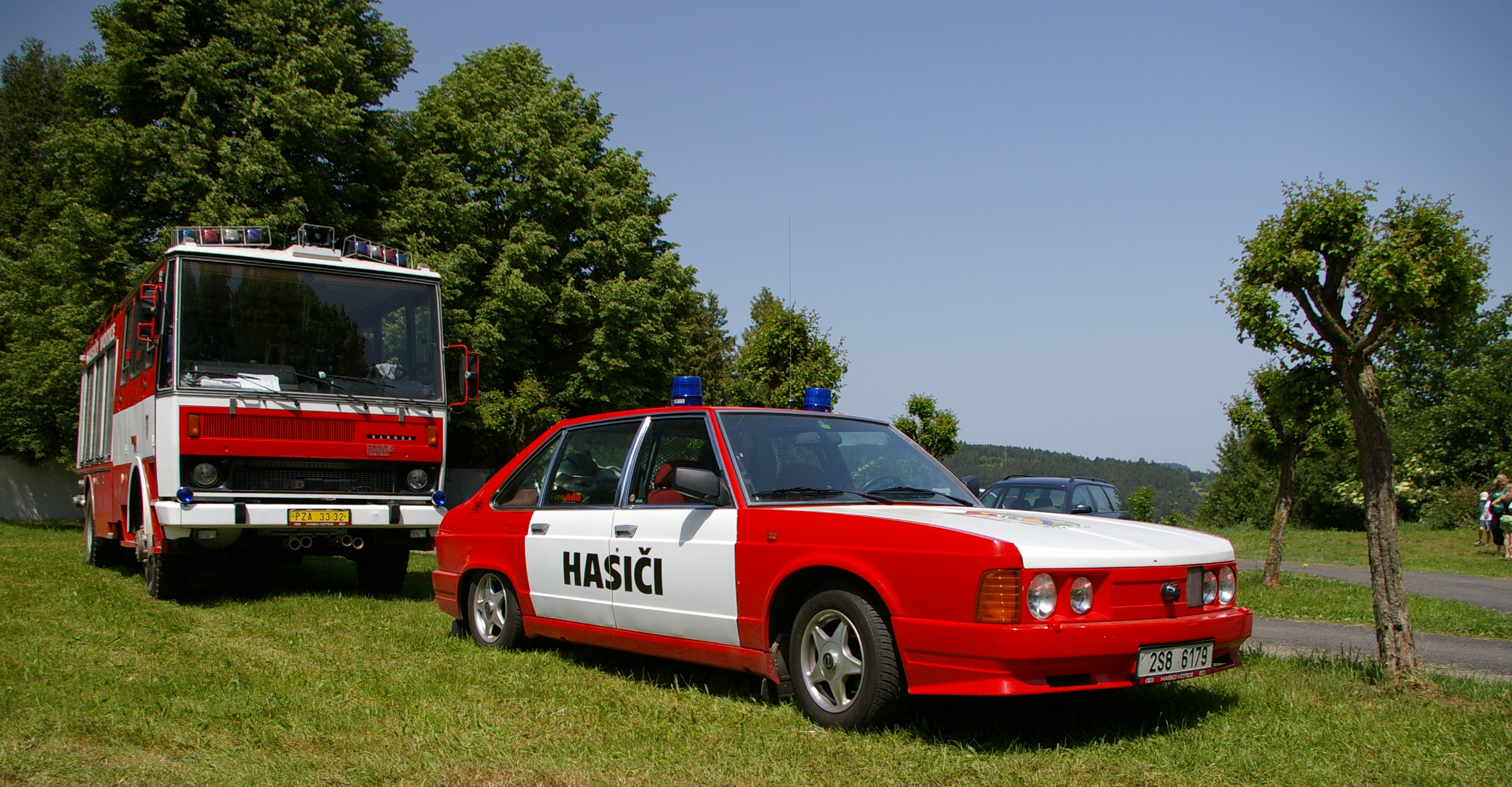
Hasičská Tatra

### Tatra 613-4 Mi Long Electronic
Tatra 613-4 Mi Long Electronic je prvním českým sériově vyrobeným automobilem s plnohodnotným palubním počítačem a vrcholem evoluce po stránce elektrické a elektronické výbavy osobních Tater 613. První série T613 Electronic byla dodána na trh v modelovém roce 1993 a to zejména na ministerstva České republiky, v modelovém roce 1994 byla vyrobena druhá série s několika drobnými změnami v interiéru a mezi dalšími zákazníky z řad ministerstev se objevily například hutní podniky Nová Huť Ostrava, Třinecké železárny, Železárny Chomutov, Válcovny Chomutov.

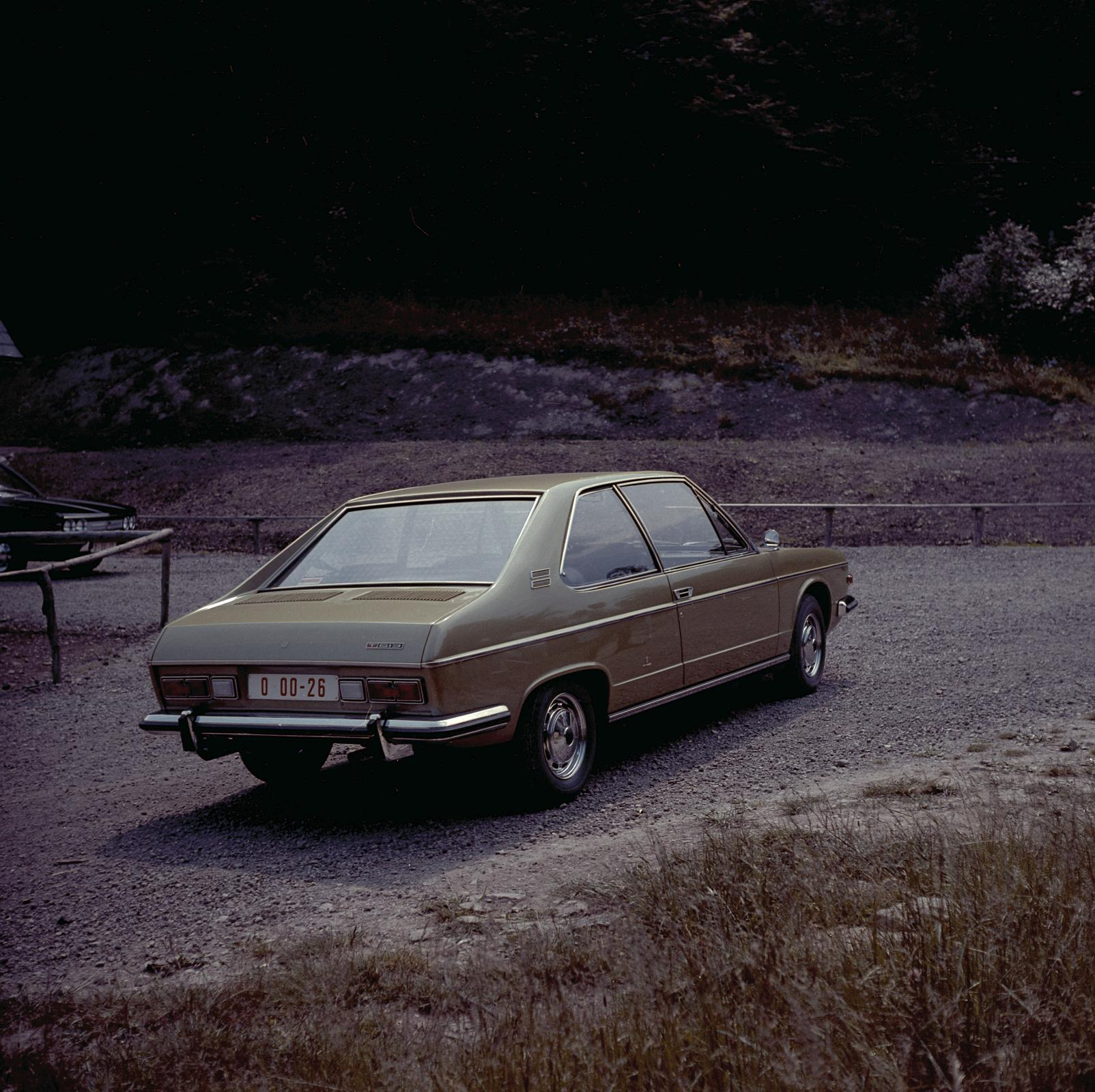
Tatra 613 kupé prototyp vyrobený ve společnosti Vignale

Tatra 613 Electronic se vnějším designem a vlastní konstrukcí technických uzlů nikterak neliší od modelu Mi-Long, tedy prodloužené verze T613, 4. řady, s motorem s vícebodovým přímým vstřikováním. V rámci základní vnější výbavy však dostal tento model T613 do vínku elektricky ovládaná samostmívací zpětná zrcátka, ostřikovače světlometů, skleněné střešní okno a třetí brzdové světlo integrované do vnitřního ionizéru a čističky vzduchu. Vozy T613-Electronic měly jako zástupci prémiové řady, ve standardní vnější výbavě vždy rovněž litá kola průměru 16´ v několika provedeních. Interiér měl na první pohled oproti standardu T613-4 nový přístrojový štít, který obsahoval analogové přístroje rychloměru a otáčkoměru a elektronické segmentové zobrazovače stavu paliva a teploty motoru, systém informativních a varovných kontrolek, jeden jednořádkový a jeden dvouřádkový textový displej. Kontrolky jsou zařazeny buď do skupiny informativní, například o zapnutí dálkových světel, do druhé skupiny, oranžové, která doprovázela oznámení rozsvícením nápisu SERVICE – tedy jednalo se o informace o stavech vyžadujících zásah řidiče, například nedostatek paliva, kapaliny ostřikovačů, brzdového obložení a třetí skupiny, červené, poruchové s rozsvícením nápisu STOP. Mezi tyto patří například pokles tlaku oleje motoru, pokles brzdové kapaliny, porucha na řídící jednotce a další. Každé ikoně je přiřazeno rovněž hlášení ženským hlasem. Rychlost, otáčky, spotřebu, teplotu oleje, napětí v palubní síti a jiné lze rovněž číst jako údaj na textovém displeji. Tento přístrojový štít byl proveden velmi přehledně a byl i velmi dobře podsvícen.
Největší zajímavostí tohoto modelu Tatry 613 je trojice počítačů. Jejich vzájemná komunikace se spotřebiči vozu po společné sběrnici CAN BUS bylo v té době řešení předbíhající značně svou dobu. Jeden z počítačů zajišťoval hlasový výstup hlásící poruchy, upozornění na kritické situace a další různá informativní sdělení řidiči. Na elektronické výbavě tohoto modelu s Tatrou úzce spolupracovaly firmy Datamer a Bazala automotive engineering.
Interiér byl nabízen výhradně celokožený (s výhřevem předních, nebo i všech sedaček) a s dřevěnými doplňky (i zde však došlo k několika výjimkám) a jedním horkovzdušným topením zn. Eberspächer. K osvěžení posádky v letním období pomáhala v základní výbavě dodávaná klimatizace a elektricky ovládané střešní okno (díky němu došlo ke změně stropních madel z  netatrovácké produkce) a u některých kusů i chladnička, která byla elegantně umístěna uprostřed zadního sedáku kde zároveň plnila funkci loketní opěrky.
Oficiální představení modelu Electronic proběhlo na autosalonu ve Frankfurtu nad Mohanem v roce 1993 a výstavním exponátem byl čtvrtý vyrobený kus. Vozidlo bylo snad poprvé v historii vozů řady 613 vybaveno jinými sedadly a volantem, než Příborské produkce. Na výstavu bylo vozidlo vybaveno sedačkami renomované firmy Recaro a čtyřramenným volantem BBS. Ve výbavě dále mohl být televizor s videorekordérem a mobilní telefon Nokia fungující v rámci NMT sítě. Tomuto Electronicu název Frankfurt zůstal až do dnešních dnů. Electroniců bylo vyrobeno 17.

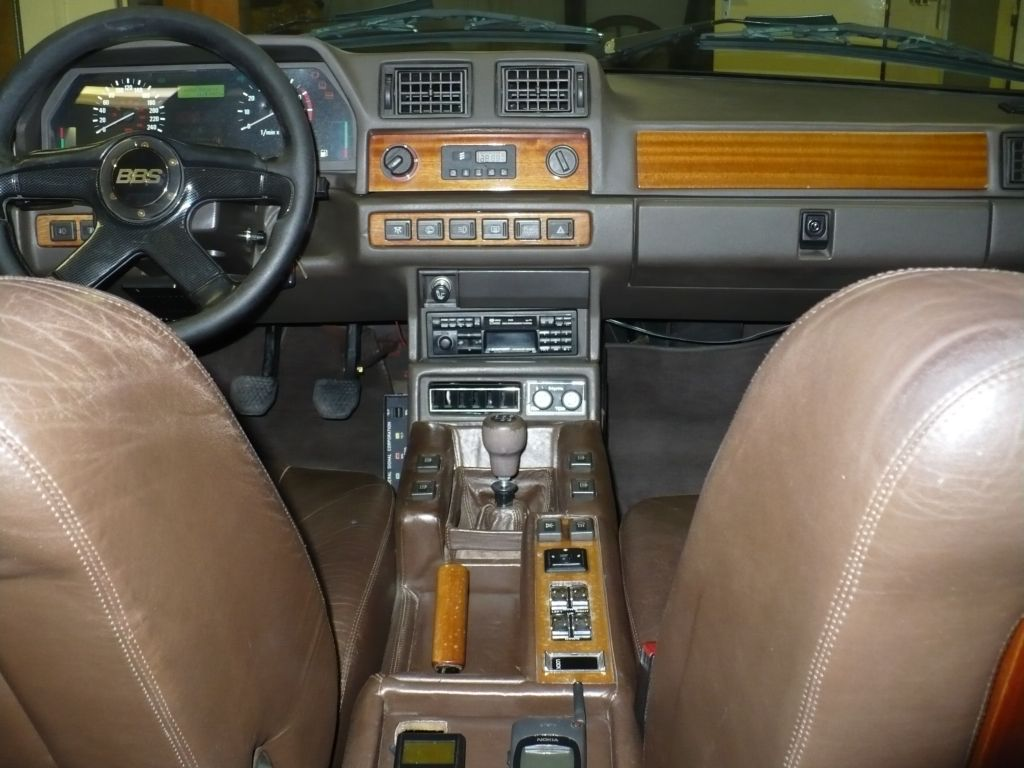
Tatra 613-4 Mi Long Electronic
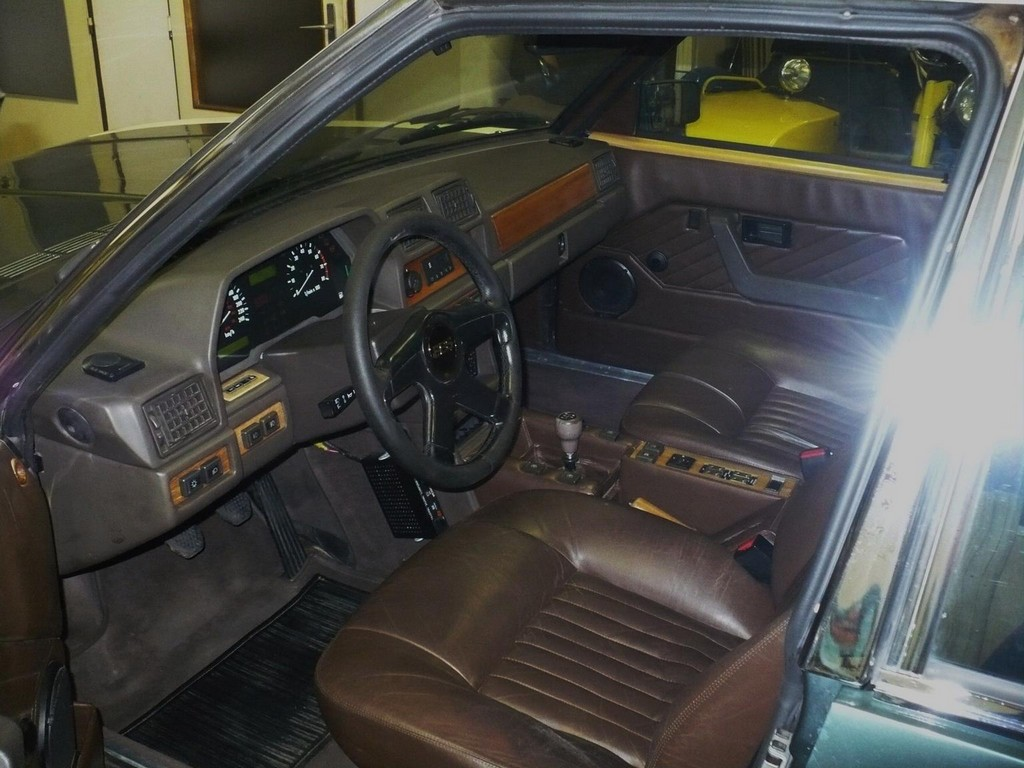
Tatra 613-4 Mi Long Electronic
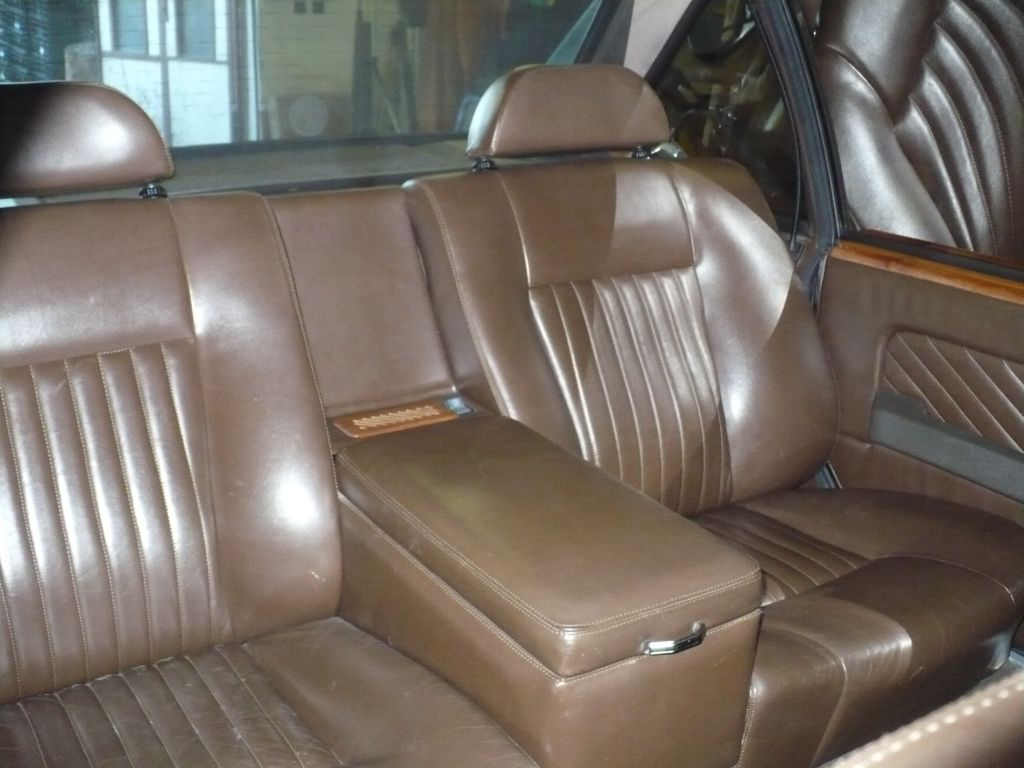
Tatra 613-4 Mi Long Electronic

### Tatra 613 kupé
Tatra 613 kupé byl prototyp vyrobený v roce 1969 v jednom kuse. Karoserii navrhovala stejná společnost jako u sedanu, italská společnost Vignale. Koncepce u sedanu byla použita i u kupé. Byl osazen stejným vidlicovým osmiválcovým motorem o obsahu 3495 cm³ a čtyřstupňovou manuální převodovkou. Jediný prototyp v zelené barvě byl při testovací jízdě poškozen. Testovací jezdec Tatry pan Jozef Chovanec dostal v prudké zatáčce smyk, přerazil plot a automobilem narazil do stromu. Touto havárií skončilo testovaní tohoto modelu Tatry. Prototyp již nikdy nebyl opraven do původní podoby. V pozdějších letech bylo v Tatře postaveno další kupé v červené barvě. Toto vozidlo mělo díly z Tatry 613 sedan a proto se lišilo od původního prototypu.

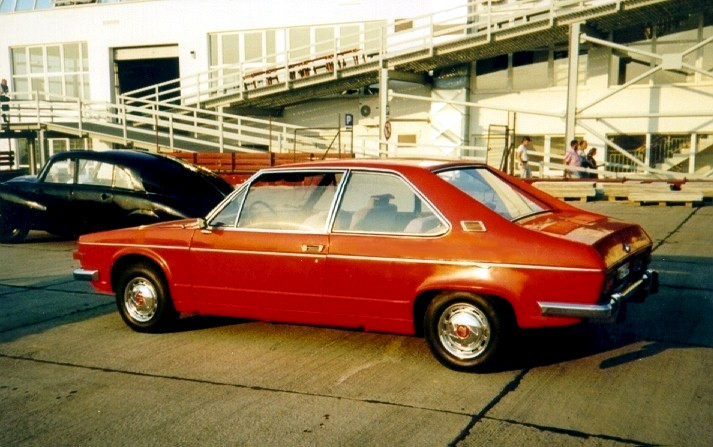
Tatra 613 kupé prototyp vyrobený v Tatře Příbor